# Baie de Saryshyganak
Pour les articles homonymes, voir Saryshyganak.
La baie de Sarishyganak (signifiant en Kazak : baie jaune) ou Grande Sarishyganak est une baie au nord-est de la petite mer d'Aral.
Avant 1970, cette baie était poissoneuse et faisait vivre la ville d'Aralsk ; après la catastrophe de la mer d'Aral, elle s'est presque entièrement asséchée.
Après la construction du barrage de Kokaral, elle a retrouvé un certain volume d'eau et mesure dorénavant 29 km de long et 10,5 km de large, mais sa profondeur est faible et elle se trouve toujours à 22 km au sud-ouest de la ville d'Aralsk. Plusieurs projets existent pour lui faire recouvrir la totalité de sa superficie et de son volume d'eau.
La côte ouest est occupée par la péninsule sablonneuse de Koktyrnak. Le désert d'Aral Karakum couvre presque tout l'est et le sud-est. Au nord, des herbes épaisses et des buissons poussent. Les rives servent d'aires d'hivernage.